# Pandemic Studios
Pandemic Studios var ett företag som utvecklade tv- och datorspel. Pandemic Studios grundades år 1998 är bland annat känt för spel som Full Spectrum Warrior, Star Wars: Battlefront, Star Wars: Battlefront II, Battlezone II, Destroy All Humans!, Mercenaries: Playground of Destruction och Mercenaries 2: World in Flames
Den 17 november 2009 meddelade EA att Pandemic Studios kommer att läggas ner .